# Juan Carlos Campo
Pour les articles homonymes, voir Campo et Moreno.
Ne doit pas être confondu avec Carlos Campos.
Campo  Moreno est un nom espagnol. Le premier nom de famille, en général paternel, est Campo ; le second, en général maternel, souvent omis, est Moreno.
Juan Carlos Campo Moreno (/ˈxwan ˈkaɾlos ˈkampo moˈɾeno/), né le 17 octobre 1961 à Osuna, est un magistrat et homme politique espagnol, membre du Parti socialiste ouvrier espagnol (PSOE).
Il devient juge à la fin des années 1980, étant affecté à plusieurs tribunaux de la province de Cadix. En 1997, il devient directeur général au département de l'Intérieur de la Junte d'Andalousie pour trois ans. Il est élu, en 2001, membre du Conseil général du pouvoir judiciaire par le Sénat avec le soutien du PSOE.
Le ministre de la Justice, Francisco Caamaño, le nomme en 2009 secrétaire d'État à la Justice. Il doit quitter cette fonction fin 2011 et retrouve alors la magistrature. En 2014, il est désigné secrétaire général au département andalou de la Présidence. Il siège, à partir de 2015, au Congrès des députés comme représentant de Cadix.
Pedro Sánchez l'appelle en janvier 2020 au sein de son nouveau gouvernement, en qualité de ministre de la Justice. Il promeut à ce poste une réforme de la procédure pénale et supervise la grâce accordée, en juin 2021, aux indépendantistes catalans condamnés pour l'organisation du référendum d'indépendance.
Il est relevé de ses fonctions le mois suivant et intègre la chambre pénale de l'Audience nationale. En novembre 2022, il est nommé par le gouvernement magistrat au Tribunal constitutionnel.

## Vie privée
Juan Carlos Campo Moreno naît le 17 octobre 1961 à Osuna, dans la province de Séville. Il est le troisième des cinq enfants d'un avocat originaire de Valladolid. Quand il a neuf ans, sa famille s'installe à Cadix, ville à laquelle il reste profondément attaché.
Il est divorcé de l'avocate Susana Jiménez, avec qui il a eu deux enfants. Il entame en 2019 une relation sentimentale avec Meritxell Batet, députée socialiste et présidente du Congrès des députés à partir de cette même année, qu'ils assument publiquement à partir de l'été 2021 en se laissant photographier sur une plage de Zahara de los Atunes.

## Formation et vie professionnelle

### Magistrat en Andalousie
En 1984, Juan Carlos Campo obtient une licence en droit à l'université de Cadix. Il passe avec succès, trois ans plus tard, le concours de juge. Il est d'abord affecté au tribunal de district de Sanlúcar de Barrameda, puis au deuxième tribunal de district de Cadix, et enfin au cinquième tribunal pénal de Cadix, dont le siège est situé à Jerez de la Frontera.
Ayant accédé au grade de magistrat en 1989, il est muté, en 1991, à l'audience provinciale de Cadix, étant affecté à la deuxième chambre. Il soutient en 1997 une thèse sur « Les sujets terroristes : répression pénale de leur conduite », devenant ainsi docteur en droit de l'université de Cadix.

### Haute fonction publique andalouse et CGPJ
Juan Carlos Campo intègre en mars 1997 la haute fonction publique de la Junte d'Andalousie. La conseillère à l'Intérieur, Carmen Hermosín, choisit en effet ce juge, connu pour ses idées progressistes dans un corps très majoritement conservateur, comme directeur général des Relations avec l'administration judiciaire. À cette époque, l'État engage le transfert aux communautés autonomes des fonctionnaires judiciaires — à l'exception des juges et procureurs — et des palais de justice, ce qui pousse la conseillère andalouse à vouloir recruter une personnalité provenant directement du secteur concerné. Le 6 juin 2000, il est remplacé par Rosa Bendala.
L'année suivante, il est élu membre du Conseil général du pouvoir judiciaire (CGPJ) par le Sénat avec 221 voix sur le quota des douze juges. Sa candidature est portée au Parlement par le Parti socialiste ouvrier espagnol (PSOE) après avoir été parrainée par 89 de ses collègues, étape indispensable puisqu'il n'appartient à aucune association professionnelle. Il y siège jusqu'à la fin du mandat, sept ans plus tard.

## Activité politique

### Secrétaire d'État à la Justice
Sur proposition de Francisco Caamaño, nouveau ministre de la Justice nommé en remplacement de Mariano Fernández Bermejo, Juan Carlos Campo est désigné secrétaire d'État à la Justice par le Conseil des ministres du gouvernement Zapatero II le 27 février 2009. Il prend formellement ses fonctions, avec l'ensemble de l'équipe de hauts responsables désignée par Caamaño, le 3 mars. À ce titre, il représente l'Espagne lors de la canonisation par Benoît XVI au Vatican de Candide Marie de Jésus en octobre 2010, puis de Bonifacia Rodriguez Castro en octobre 2011.
Le 2 juin 2010, le bureau du Sénat rejette sa candidature — soumise deux ans plus tôt par le Parlement d'Andalousie — pour un des quatre sièges que la chambre haute des Cortes doit pourvoir au Tribunal constitutionnel, car il ne peut justifier de quinze années d’ancienneté dans l'exercice d'une profession juridique.
En janvier 2012, à la suite d'une alternance au pouvoir, il est réintégré dans ses fonctions à l'audience provinciale de Cadix sur décision de la commission permanente du CGPJ.

### Haut fonctionnaire andalou puis député
Juan Carlos Campo retrouve la haute administration andalouse en 2014, quand le Conseil de gouvernement le désigne secrétaire général aux Relations avec le Parlement au sein du département de la Présidence.
Le 26 septembre 2015, le comité provincial du PSOE de la province de Cadix l'investit candidat aux élections générales du 20 décembre, en troisième position sur la liste dans la circonscription pour le Congrès des députés, derrière la tête de liste, Salvador de la Encina, et Miriam Alconchel. Élu député, il est confirmé comme troisième de la liste le 7 mai 2016, après que de nouvelles élections ont dû être convoquées, faute d'investiture d'un président du gouvernement, le 26 juin.
Il occupe alors les fonctions de porte-parole du groupe socialiste pour les questions relatives à la justice, puis il est réélu aux élections anticipées du 28 avril 2019 et du 10 novembre 2019. Le mois suivant, bien qu'il soit en disponibilité de la magistrature, il obtient un poste de juge à la chambre pénale de l'Audience nationale.

### Ministre de la Justice
Le 11 janvier 2020, le PSOE indique que Juan Carlos Campo sera nommé ministre de la Justice dans le gouvernement Sánchez II, en remplacement de Dolores Delgado. Cette possibilité était déjà évoquée sept mois plus tôt, si les élections du 28 avril avaient débouché sur la formation d'un nouvel exécutif. Il entre en fonction deux jours plus tard, la passation de pouvoir avec sa prédécesseure étant marquée par l'annonce de la prochaine nomination de celle-ci comme procureure générale de l'État. Six semaines après sa prise de fonction, il démissionne de son mandat de député, à la demande expresse du PSOE qui souhaite s'assurer de la présence du plus grand nombre de ses parlementaires lors des scrutins publics.
Pendant le confinement décrété pour faire face à la pandémie de Covid-19, au printemps 2020, il organise chaque semaine une vidéoconférence avec l'ensemble des administrations responsables du service public de la justice — administration centrale, Conseil général du pouvoir judiciaire et communautés autonomes — afin d'adopter les mesures nécessaires au bon fonctionnement du système judiciaire et de déterminer quels services pouvaient maintenir leur activité en dépit des restrictions de déplacement.
Il fait adopter, en novembre 2020, par le Conseil des ministres l'avant-projet de loi de réforme du Code de procédure pénale qui prévoit de supprimer le juge d'instruction et de transférer au ministère public l'ensemble des responsabilités et missions de ce dernier en matière d'enquête, ce que contestent juges et procureurs puisqu'elle doit s'accompagner — selon eux — d'une augmentation du nombre de magistrats du parquet et d'une réforme du statut de ce dernier.
À la demande de Pedro Sánchez, il suit tout le processus de rédaction et d'adoption, en juin 2021 par le Conseil des ministres, du pardon judiciaire accordé aux dirigeants indépendantistes catalans condamnés pour l'organisation, en 2017, d'un référendum d'indépendance. Dans une interview accordée au journal El País quelques jours après la grâce, il déclare considérer qu'« il n'existe pas d'alternative » à cette mesure, car la fracture de la société s'était élargie depuis 2017 et que c'est là le rôle d'un gouvernement « de dégager la route des obstacles au vivre-ensemble ».
Le 10 juillet 2021, le président du gouvernement annonce un important remaniement ministériel qui voit Juan Carlos Campo relevé de ses fonctions au profit de Pilar Llop, jusqu'à présent présidente du Sénat. Interrogé par l'agence Europa Press peu de temps après pour savoir s'il avait le sentiment d'avoir été utilisé pour l'adoption du pardon aux indépendantistes, il répond qu'« absolument pas » et dit « n'avoir à formuler que des remerciements » envers Pedro Sánchez. Autorisé, trois jours plus tard, par la commission permanente du Conseil du pouvoir judiciaire à revenir dans la magistrature, il prend possession, le 9 septembre, de son poste à la chambre pénale de l'Audience nationale.

## Magistrat du Tribunal constitutionnel
Juan Carlos Campo est désigné, ainsi que la haute fonctionnaire Laura Díez, pour siéger au Tribunal constitutionnel par le Conseil des ministres le 29 novembre 2022, alors que le renouvellement triennal est en retard de plusieurs mois en raison d'un blocage au sein du Conseil général du pouvoir judiciaire (CGPJ), qui doit lui aussi nommer deux magistrats constitutionnels. Le président du Tribunal, Pedro González-Trevijano refuse, le lendemain, la demande de trois juges d'examiner immédiatement le caractère idoine du profil des deux impétrants, estimant qu'il est nécessaire d'attendre la nomination par le CGPJ. La nomination de l'ex-ministre de la Justice est critiquée par le Parti populaire et par Ciudadanos, ainsi que par Podemos, partenaire de coalition du Parti socialiste.
Après que le CGPJ a également proposé ses deux candidats, le Tribunal constitutionnel se réunit le 28 décembre et confirme à l'unanimité qu'ils remplissent les conditions requises pour y siéger, à savoir être de nationalité espagnole et juriste aux compétences reconnues avec une carrière d'au moins quinze ans. Trois jours plus tard, les quatre nouveaux juges prêtent serment au palais de la Zarzuela devant le roi, Felipe VI, le président du gouvernement, Pedro Sánchez, la présidente du Congrès des députés, Meritxell Batet, le président du Sénat, Ander Gil, Pedro González-Trevijano, et le président suppléant du Conseil du pouvoir judiciaire, Rafael Mozo.
Au début de l'année 2023, il est contraint de s'abstenir de prendre part aux délibérations du Tribunal sur un total de huit recours,. Six d'entre eux concernent des décisions prises par la présidente du Congrès des députés, Meritxell Batet, avec qui il est en couple. Les deux autres touchent des sujets dont il a eu à traiter quand il était ministre de la Justice, à savoir la grâce judiciaire des dirigeants indépendantistes catalans et la loi relative à l'inclusion de la notion de consentement dans le Code pénal. Le 24 septembre 2024, le Tribunal constitutionnel approuve, à sa demande, qu'il s'abstienne sur l'intégralité des recours contre la loi organique d'amnistie des indépendantistes catalans, dans la mesure où il s'était publiquement exprimé contre un tel texte, qu'il qualifiait de contraire à la loi à la Constitution, lorsqu'il était ministre de la Justice.